# Tom Sandoval
Tom Anthony Sandoval est un acteur et personnalité de la télévision américain né le 7 juillet 1983 à Saint-Louis (Missouri). Il est notamment connu pour son apparition dans l'émission de téléréalité américaine, Vanderpump Rules.

## Biographie

### Carrière
Tom Sandoval est apparu lors des clips de Bon Jovi, « Misunderstand » et « All About Lovin' You », en 2002 et 2003. En 2013, il rejoint l'émission de téléréalité, Vanderpump Rules. L'émission suit le personnel des restaurants de Lisa Vanderpump dans leur vie personnelle et professionnelle. En 2024, est diffusée la dernière saison de l'émission avant un redémarrage complet,. Tom est un ancien barman, ayant dans un premier temps travaillé à la Villa Blanca avant d'être transféré au SUR Restaurant & Lounge.
Tom est également un des co-auteur du livre de mixologie, Fancy AF Cocktails : Drink Recipes from a Couple of Professional Drinkers, qu'il a écrit avec Ariana Madix et Danny Pellegrino. Le livre a été publié par Houghton Mifflin Harcourt en 2019.  En décembre 2020, le trio a été confronté à un procès intenté par l’auteure Alison Baker pour rupture de contrat présumée. Le procès a été réglé en mai 2022.
En 2023, Tom a participé à la dixième saison de The Masked Singer sous le costume du « Plongeur ». Il a été éliminé lors de la deuxième émission.  En 2025, il est apparu dans la troisième saison de la version américaine de The Traitors.

### Vie personnelle
Tom Sandoval a été en couple avec Kristen Doute de 2007 à 2013. Il a ensuite été en couple avec Ariana Madix de 2013 à 2023,. Le couple a eu une séparation très publique après qu'Ariana ait découvert que Tom la trompait avec une amie proche, Raquel Leviss.
Depuis février 2024, il sort avec le mannequin Victoria Lee Robinson.

## Filmographie

### Cinéma
- 2008 : Playing with Fire de David DeCoteau : Miles
- 2008 : Reflection de Ash Blodgett : Darien (court-métrage)
- 2009 : Alien Presence de David DeCoteau : Doug
- 2009 : Le Puits et le Pendule de David DeCoteau : Vinnie
- 2010 : Puppet Master: Axis of Evil de David DeCoteau : Ben / Max
- 2011 : Behind Your Eyes de Clint Lien : Steven Carlyle
- 2012 : 23 Minutes to Sunrise de Jay Kanzler : Donald
- 2014 : Tango Amargo de Philip Alexander : Javi (court-métrage)
- 2016 : The Raiven Destiny de Rob Frederic: Staka (court-métrage)
- 2021 : Scare Us de Carl Jensen IV : Peter Metus

### Télévision
- 2015 : Social Status : Zach (1 épisode)
- 2019 : The Other Two : lui-même (saison 1, épisode 6)
- 2019 : Menace sur mon bébé : Dave (téléfilm)
- 2021 : Épiée dans ma maison : Connor (téléfilm)
- 2022 : Bee and PuppyCat : Crispin (voix, série d'animation)
- 2024 : Tall, Dark, and Dangerous : Jason (téléfilm)
- 2024 : A Nanny to Die For : Tommy (téléfilm)

### Émission de téléréalité
- 2012 -2014 : Les Real Housewives de Beverly Hills (6 épisodes)
- 2013-2024 : Vanderpump Rules (saisons 1 à 11)
- 2022 : Winter House (2 épisodes)
- 2023 : Special Forces (saison 2 - disqualifié, épisode 8)
- 2023 : The Masked Singer : Le Plongeur (saison 10 - semaines 1 à 2)
- 2024 : The Traitors : Loyal (saison 3 - épisodes 1 à 10)